# Єгоркино (Моркинський район)
Єго́ркино (рос. Егоркино, марій. Йогорсола) — присілок у складі Моркинського району Марій Ел, Росія. Входить до складу Шалинського сільського поселення.

## Населення
Населення — 75 осіб (2010; 87 у 2002).
Національний склад (станом на 2002 рік):
- лучні марійці — 99 %